# 河合由貴
河合 由貴（かわい ゆき、1990年1月22日 - ）は、日本の元女子バレーボール選手である。

## 来歴
大分県速見郡日出町出身。実姉の影響で小学校入学前にバレーボールを始め、小学校6年生からセッター専門になる。東九州龍谷高等学校では3年生時に主将を務め、2006年春高バレー優勝、2007年準優勝。インターハイ（3位）・国体（優勝・準優勝）に出場したほか、2007年アジアユース選手権（優勝）、世界ユース選手権を経験した。
2007年ワールドカップ大会前に全日本代表に初招集され、日本バレーボール史上初めて平成生まれの代表選手となった。同大会で代表デビューを果たし、中田久美以来となる高校生セッターとして注目を浴びた。
2008年、JTマーヴェラスに入部。同年8月、北京オリンピックにチーム最年少メンバーとして出場。翌9月開催のアジアジュニア選手権で優勝に貢献し、MVP・ベストセッター賞を受賞した。2011年5月、退団。
2016年7月7日、ヴィクトリーナ姫路公式サイトにて、同チームとプロ契約を結んだことが発表された。現役時代に共にプレーし、同チームの監督に就任した竹下佳江の誘いを受けての現役復帰だった。2018/19シーズンには同チームの2代目主将を務め、チームを牽引した。
2019年4月24日、ヴィクトリーナ姫路公式サイトにて、同チームからの退団と選手としての引退が発表された。

## 球歴
- 全日本代表 - 2007-2009年
- 三大大会出場歴
  - オリンピック - 2008年
  - ワールドカップ - 2007年

## 所属チーム
- 杵築中
- 東九州龍谷高等学校
- JTマーヴェラス（2008-2011年）
- ヴィクトリーナ姫路（2016-2019年）

## 受賞歴
- 2008年 - 第14回アジアジュニア女子選手権大会 MVP、ベストセッター賞
- 2010年 - AVCアジアクラブ選手権 ベストセッター[4]

## 個人成績
Vプレミアリーグレギュラーラウンドにおける個人成績は下記の通り。
| シーズン | 所属 | 出場 | 出場   | アタック | アタック | アタック | アタック | ブロック | ブロック | サーブ | サーブ | サーブ | サーブ | レセプション | レセプション | 総得点 | 備考 |
| -------- | ---- | ---- | ------ | -------- | -------- | -------- | -------- | -------- | -------- | ------ | ------ | ------ | ------ | ------------ | ------------ | ------ | ---- |
| シーズン | 所属 | 試合 | セット | 打数     | 得点     | 決定率   | 効果率   | 決定     | /set     | 打数   | エース | 得点率 | 効果率 | 受数         | 成功率       | 総得点 | 備考 |
| 2008/09  | JT   | 20   | 24     | 4        | 1        | 25.0%    | %        | 0        | 0.00     | 43     | 1      | 2.33%  | 8.8%   | 1            | 0.0%         | 2      |      |
| 2009/10  | JT   | 23   | 35     | 0        | 0        | 0.0%     | %        | 0        | 0.00     | 13     | 2      | 15.38% | 23.8%  | 0            | 0.0%         | 2      |      |
| 2010/11  | JT   | 11   | 5      | 3        | 2        | 66.7%    | %        | 1        | 0.20     | 16     | 2      | 12.50% | 11.6%  | 0            | 0.0%         | 5      |      |
| 通算     | 通算 | 54   | 64     | 7        | 3        | 42.9%    | %        | 1        | 0.01     | 71     | 5      | 7.04%  | 12.2%  | 1            | 0.0%         | 9      |      |

## 出演
- YouTube
  - ヴィクトリーナ姫路公式チャンネル
    - ③河合選手×片下選手：ラジオ「がんばリーナ！ヴィクトリーナ！」選手インタビュー見せます！2018年2月25日OA
    - 4月⑥ヴィクトリーナラジオスタジオ収録シーン
    - 第68回黒鷲旗・河合＆筒井引退コメント

  - サンテレビ
    - 【GO!ヴィクトリーナ】第1回　河合由貴 選手（キャプテン／セッター）